# Carex halleriana
Carex halleriana är en halvgräsart som beskrevs av Ignacio Jordán de Asso y del Rio. Carex halleriana ingår i släktet starrar, och familjen halvgräs. Inga underarter finns listade i Catalogue of Life.

## Bildgalleri

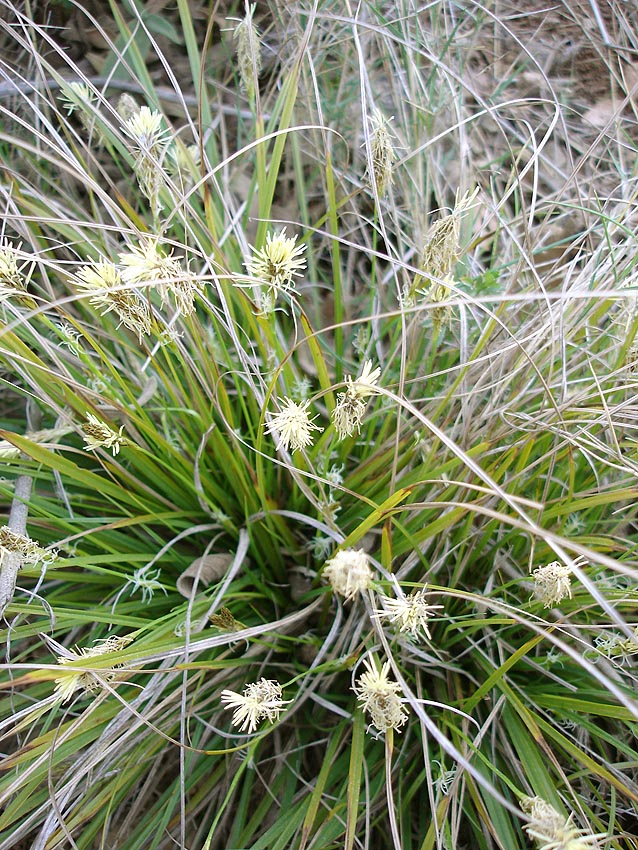
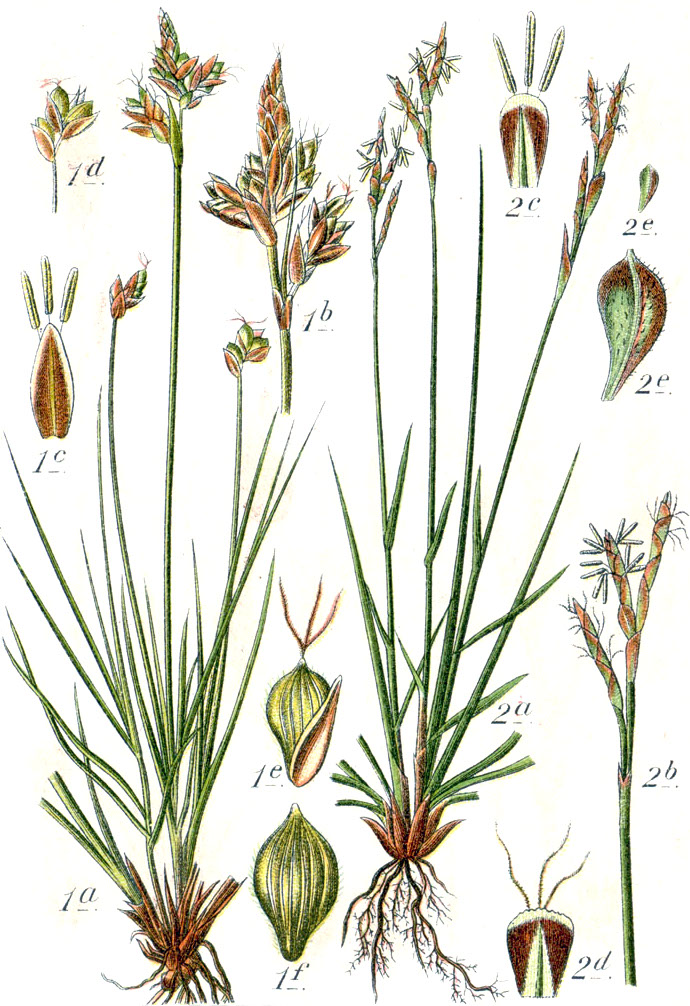
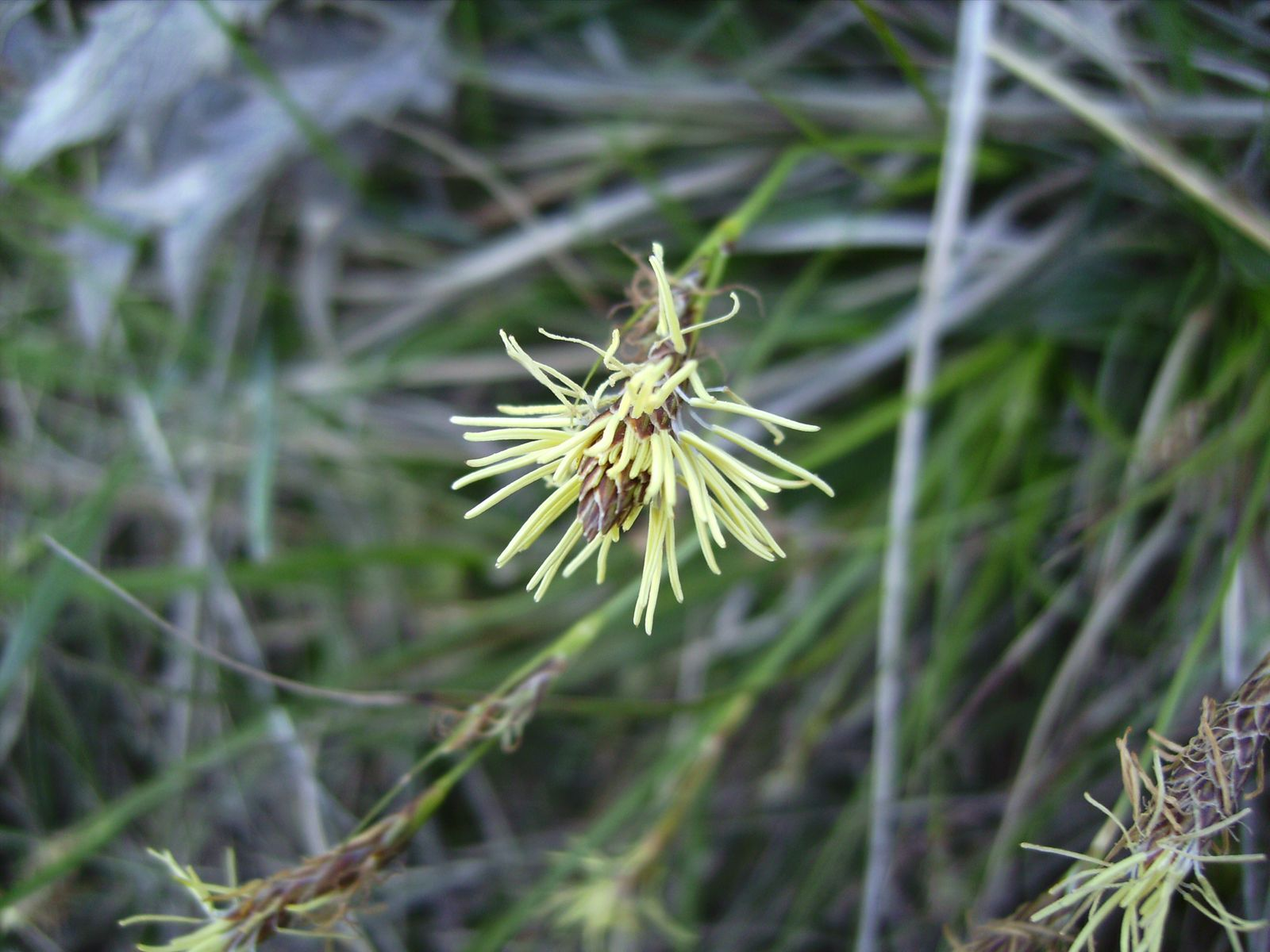